# Adama Stadium
Adama Stadium – stadion piłkarski w Adamie, w Etiopii, w regionie Oromia. Może pomieścić 4000 osób. Posiada nawierzchnię trawiastą. Swoje mecze rozgrywa na nim drużyna Adama Kenema.